# Dan Luger
Pour les articles homonymes, voir Luger.
Pas d'image ? Cliquez ici

a Compétitions nationales et continentales officielles uniquement.

b Matchs officiels uniquement.
Dernière mise à jour le 3 février 2024.
Daniel « Dan » Luger, né le 11 janvier 1975 à Chiswick (Angleterre), est un joueur anglais de rugby à XV et à sept. Il est le fils d'un père croate et une mère tchèque. Il a joué avec l'équipe d'Angleterre et évolue au poste d'ailier.

## Biographie

### Carrière en club
Après un début de carrière avec le Richmond FC, puis le Orrell RUFC, Dan Luger rejoint les Harlequins en 1996. En 1999, il rejoint les Saracens où il joue pendant deux saisons, avant de retourner aux Harlequins en 2001,.
En 2003, il rejoint l'USA Perpignan en Championnat de France. Avec le club catalan, il est finaliste du championnat en 2004. Il quitte Perpignan en 2005, et consacre une saison au rugby à sept et à ses affaires personnelles.
En 2006, il s'engage avec le RC Toulon en Pro D2, faisant partie du recrutement ambitieux du nouveau président Mourad Boudjellal. Avec ce club, il est sacré champion de France de deuxième division lors de sa deuxième saison au club.
Non conservé à Toulon en 2008, il rejoint le Rugby Nice Côte d'Azur en 2008, club évoluant en Fédérale 1. Il arrête sa carrière en 2010.

### Carrière en équipe nationale
Il a honoré sa première cape internationale en équipe d'Angleterre le 14 novembre 1998 contre l'équipe des Pays-Bas et la dernière le 9 novembre 2003 contre l'équipe du pays de Galles.
Il participe aux Coupes du monde 1999 et 2003,. En 2003, il dispute cinq matchs, dont le quart de finale face au pays de Galles, mais ne dispute pas la finale face à l'Australie qui voit son équipe être sacrée championne du monde,.

## Palmarès

### En club
- Finaliste du Championnat de France en 2004 avec l'USA Perpignan.
- Vainqueur du Championnat de France de deuxième division en 2008 avec le RC Toulon.

### En équipe nationale
- 38 sélections en équipe d'Angleterre entre 1998 et 2003
- 24 essais (120 points)
- Sélections par année : 3 en 1998, 12 en 1999, 4 en 2000, 5 en 2001, 3 en 2002, 11 en 2003
- Tournois des Cinq/Six Nations disputés : 1999, 2000, 2001, 2002, 2003
- Grand chelem : 2003
- Vainqueur du tournoi des six nations : 2001, 2003
- Équipe d'Angleterre de rugby à sept

En Coupe du monde :
- 1999 : 5 sélections (Italie, Nouvelle-Zélande, Tonga, Fidji, Afrique du Sud)
  - 4 essais (20 points)
- 2003 : Vainqueur, 5 sélections (Géorgie, Afrique du Sud, Samoa, Uruguay, pays de Galles)
  - 2 essais (10 points)